# Eduard Ratnikov
Eduard Ratnikov (n. 13 septembrie 1983) este un fotbalist estonian care a evoluat la Oțelul Galați.
A jucat pentru echipele:
- Beroe Stara Zagora (2004-2005)
- FC Levadia Tallinn (2005)
- Beroe Stara Zagora (2005-2006)
- Maag Tammekka Tartu (2007)
- Oțelul Galați (2007-2008)